# The Boys From Syracuse
The Boys from Syracuse és un musical amb lletres de Lorenz Hart i música de Richard Rodgers, basat en l'obra de William Shakespeare, La Comèdia dels Errors, adaptada pel llibretista George Abbott. La partitura inclou swing i d'altres ritmes dels anys 30. Va ser el primer musical basat en una obra de Shakkespeare; la qual ja de per si era una obra lleugerament basada en una obra romana, Els Menaechmi o els Germans Bessons, de Plaute.
La producció original va ser dirigida pel mateix Abbott i coreografiada per George Balanchine, estrenant-se a l'Alvin Theater de Broadway el 23 de novembre de 1938, representant-se en 235 funcions, i protagonitzada per Eddie Albert (Antífol de Siracusa), Ronald Graham (Antífol d'Efes), Teddy Hart (Dròmio d'Efes), Jimmy Savo (Dròmio de Siracusa), Muriel Angelus (Adriana) i Marcy Westcott (Luciana).

## Argument
Els germans bessons Antífolus d'Efes i Antífolus de Siracusa van ser separats l'un de l'altre durant un naufragi quan eren nens. Els seus criats, també tots dos anomenats Dromio, també són bessons idèntics separats. Quan la parella de Siracusa va cap a Efes, s'inicia una comèdia d'errors i confusió d'identitats quan les dones dels d'Efes, Adriana i la seva criada Luce, confonen els dos forasters pels seus marits. Luciana, germana d'Adriana, i l'Antífolus de Siracussa s'enamoren. Però finalment tot acaba bé.

## Cançons
| Act I - I Had Twins – Un Sergant, Aegon, Duc d'Efes i el Cor - Dear Old Syracuse – Antífol de Siracusa i Dromio de Siracusa - What Do You Do With a Man? – Dromio d'Efes i Luce - Falling In Love With Love – Adriana - The Shortest Day of the Year – Adriana i Antífol d'Efes - This Can't Be Love – Antífol de Siracusa i Luciana - Let Antipholus In – Companyia (no al revival del 2002) | Act II - You Took Advantage of Me – Les Cortesanes (al revival del 2002, de Present Arms, 1928) - Ladies of the Evening – Policies i Cortesanes (no al revival del 2002) - He and She – Dromio de Siracusa i Luce - You Have Cast Your Shadow on the Sea – Antífol de Siracusa - Come With Me – Un Sergent i Policies de Siracusa - Big Brother – Dromio d'Efes (va abans de "Come With Me" al revival del 2002, i cantada per tots dos Dromios) - Sing for Your Supper – Adriana, Luce, Luciana, Madam, Les Cortesanes i El Cor - Oh, Diogenes! – Adriana, Luce i Luciana |

El revival del 2002 acabava amb:
- Hurrah! Hurroo (reprise) (Sing for Your Supper) – Madam, Courtesans, Luce, Adriana, Luciana, i El Cor
- This Can't Be Love (reprise) – Companyia

## Produccions posteriors
L'espectacle va reestrenar-se a l'Off-Broadway, estrenant-se al Theatre Four el 15 d'abril de 1963 i representant-se durant 500 funcions. Dirigida per Christopher Hewett, el repartiment incloïa a Stuart Damon (Antífol de Siracusa), Clifford David (Antífol d'Efes), Rudy Tronto (Dròmio d'Efes), Danny Carroll (Dròmio de Siracusa), Ellen Hanley (Adriana) i Julienne Marie (Luciana).
Va haver una producció al West End londinenc, que s'estrenà al Theatre Royal, Drury Lane el 7 de novembre de 1963, basat en la producció de l'off-Broadway, protagonitzat per Denis Quilley, Maggie Fitzgibbon, Paula Hendrix, Pat Turner, Sonny Farrar, Adam Deane, John Adams, Edward Atienza, Ronnie Corbett, Lynn Kennington i Bob Monkhouse.
El 9 d'agost de 1940 la Universal Pictures estrenà una versió cinematogràfica, dirigida per A. Edward Sutherland i protagonitzada per Allan Jones com els dos Antífolus i Joe Penner com els dos Drómios, Martha Raye i Irene Hervey.
Durant l'estiu de 1991 s'estrenà un revival dirigit per Judi Dench al Regent's Park Open Air Theatre de Londres, que va fer gira pel Regne Unit durant la tardor d'aquell any.
El 18 d'agost del 2002 s'estrenà al American Airlines Theatre de Broadway un revival del Roundabout Theatre, que es representà en 73 funcions i 29 prèvies. Tenia un nou llibret escrit per Nicky Silver, basat en el llibret original. Va ser dirigit per Scott Ellis i interpretat per Jonathan Dokuchitz (Antífol de Siracusa), Tom Hewitt (Antífol d'Efes), Lee Wilkof (Antífol de Siracusa), Chip Zien (Dròmio d'Efes), Erin Dilly (Luciana) i Lauren Mitchell (Adriana).